# 膨大吻额蛛
膨大吻额蛛（学名：Aprifrontalia afflata）为皿蛛科吻额蛛属的动物。在中国大陆，分布于湖北等地，主要栖息于草丛。该物种的模式产地在湖北神农架。